# غمدان (روستا)
 غمدان  (در عربی:  غَمَدان  )
نام روستایی است در دهستان القُلیس از توابع استان استان صَنعاء در کشور یمن در شبه جزیره عربستان.

## جمعیت
جمعیت آن (۹۰ ) نفر (۱۰ خانوار) می‌باشد.